# Международный теннисный турнир в Брисбене 2011

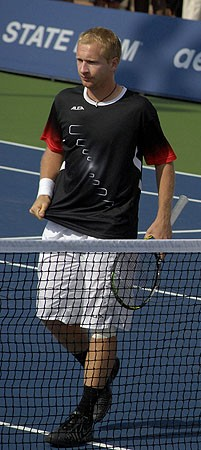
Лукаш Длоуги из Чехии — победитель парного турнира у мужчин в 2011-м году.

Международный теннисный турнир в Брисбене 2011 года — ежегодный профессиональный теннисный турнир в серии ATP 250 для мужчин и международной серии для женщин. Соревнование в третий раз проводится на открытых хардовых кортах в Брисбене, Австралия. Соревнования прошли со 2 по 9 января.
Прошлогодние победители:
- в мужском одиночном разряде —  Энди Роддик
- в женском одиночном разряде —  Ким Клейстерс
- в мужском парном разряде —  Жереми Шарди и  Марк Жикель
- в женском парном разряде —  Андреа Главачкова и  Луция Градецкая

## Соревнования

### Мужчины одиночки
Робин Сёдерлинг обыграл  Энди Роддика со счётом 6-3, 7-5.
- Сёдерлинг выигрывает 1й титул в году и 7й за карьеру.

### Женщины одиночки
Петра Квитова обыграла  Андреа Петкович со счётом 6-1, 6-3.
- Квитова выигрывает 1й титул в году и 2й за карьеру.

### Мужчины пары
Лукаш Длоуги /  Пол Хенли обыграли на отказе (при счёте 6-4 в свою пользу)  Роберта Линдстедта /  Хорию Текэу.
- Длоуги выигрывает 1й титул в году и 9й за карьеру.
- Хенли выигрывает 1й титул в году и 24й за карьеру.

### Женщины пары
Алиса Клейбанова /  Анастасия Павлюченкова обыграли  Клаудию Янс /  Алицию Росольскую со счётом 6-3, 7-5.
- Клейбанова выигрывает 1й титул в году и 4й за карьеру.
- Павлюченкова выигрывает 1й титул в году и 2й за карьеру.